# Cerkiew św. Dymitra w Medvediach
Cerkiew św. Dymitra w Medvediach – drewniana greckokatolicka cerkiew filialna zbudowana w 1939 w Medvediach.
Należy do parafii w Hunkovcach, dekanatu Svidník w archieparchii preszowskiej Kościoła katolickiego obrządku bizantyjsko-słowackiego.

## Historia
Cerkiew postawiona w 1939, wykończona po drugiej wojnie światowej. W czasie remontu w 2010 usunięto nietypowe metalowe oszalowania.

## Architektura i wyposażenie
Ma nietypową konstrukcję. Jest to budowla drewniana konstrukcji zrębowej, trójdzielna, orientowana. Prezbiterium krótkie od nawy, zamknięte prostokątnie. Szeroka wysoka nawa o dwóch kondygnacjach okien. Niewielki przedsionek pod wieżą. Od zachodu wieża słupowa, pod nią murowana piwniczka. Część środkowa nawy podwyższona, nakryta dachem namiotowym, niższa i prezbiterium dachami kalenicowymi. Dachy kryte blachą i zwieńczone kwadratowymi wieżyczkami i baniastymi hełmami.
Wewnątrz w najwyższej części nawy kopuła namiotowa. Wszystkie ściany i stropy pokrywa lśniące plastikowo-metaliczne obicie. Ikonostas pochodzi z okresu budowy świątyni, o kręconych kolumienkach i rzeźbionym ornamencie. 

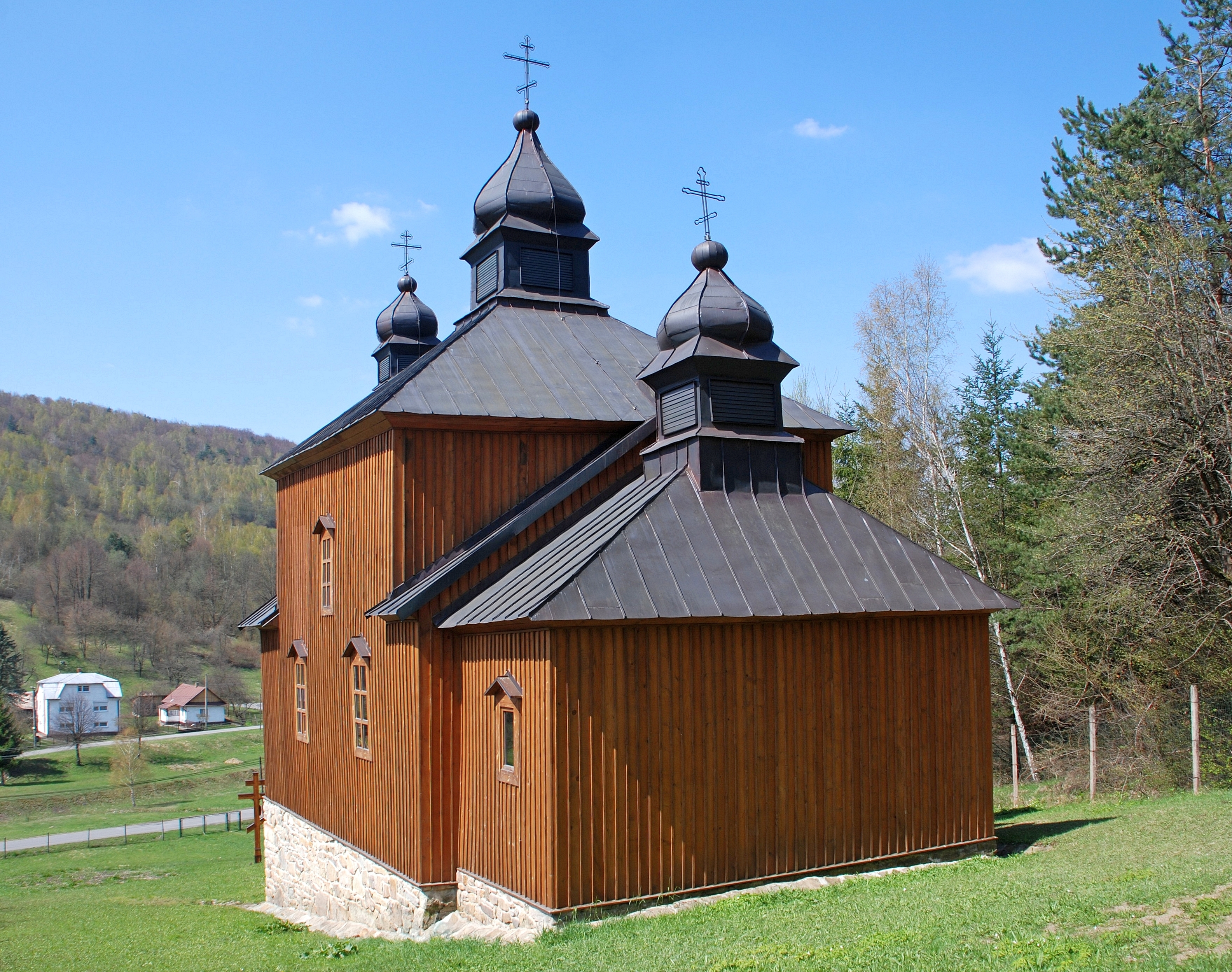
Widok od strony prezbiterium
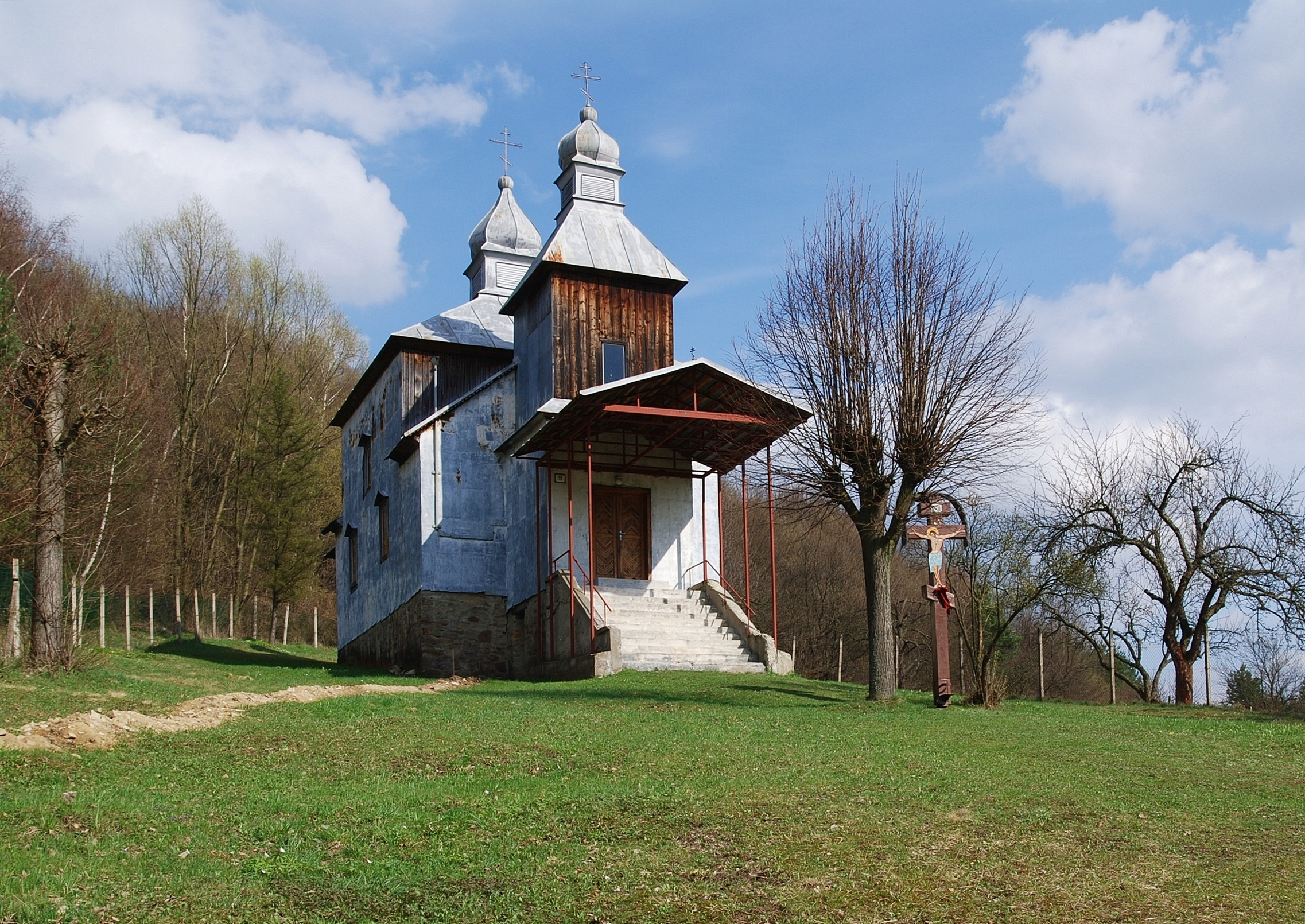
Stan 2008, przed remontem
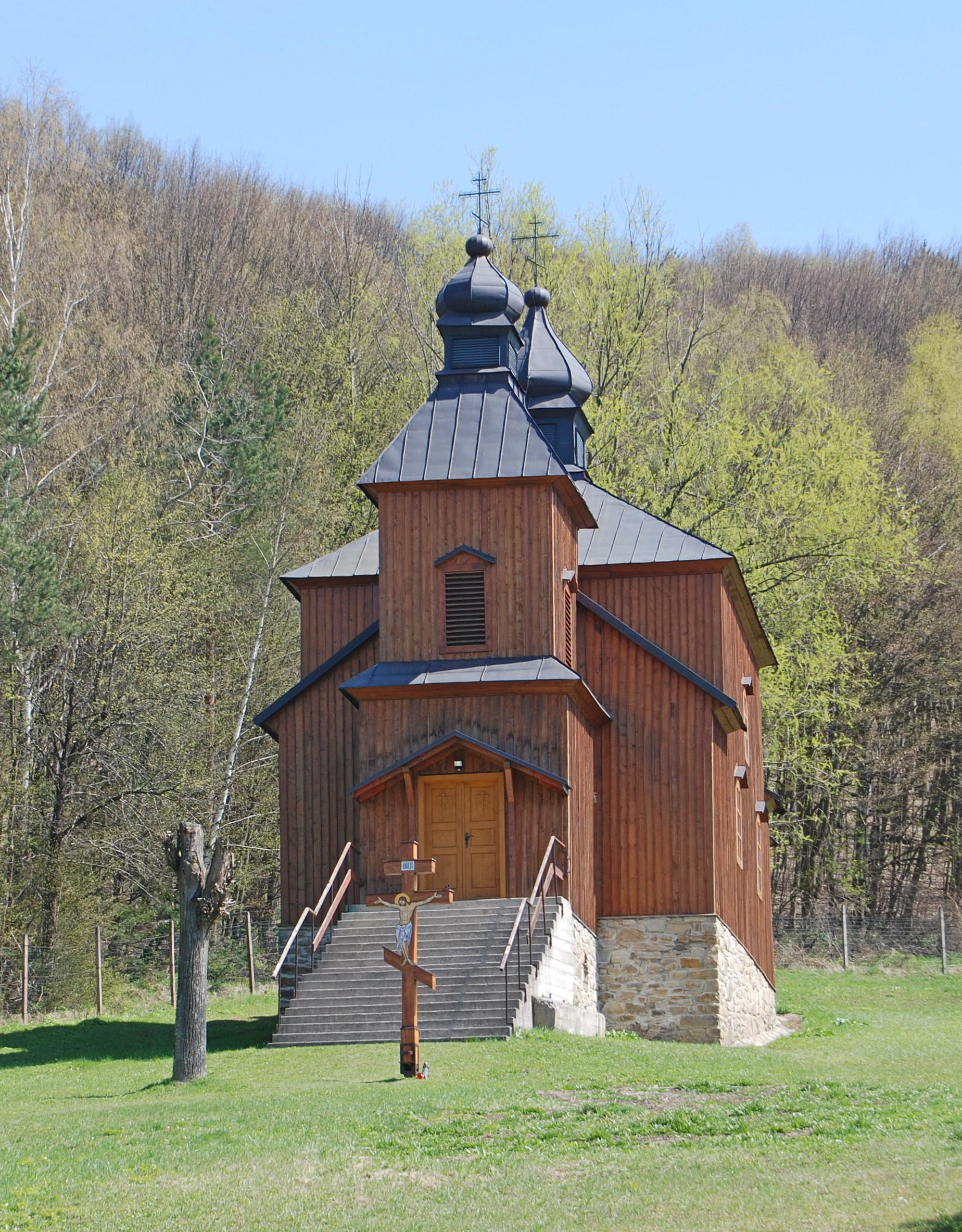
Elewacja frontowa